# كريستو روميرو
كريستو روميرو (بالإسبانية: Cristo Jesús Romero Gómez)‏ هو لاعب كرة قدم إسباني، ولد في 30 أبريل 2000 في الجزيرة الخضراء في إسبانيا. لعب مع Atlético Malagueño ‏.

## روابط خارجية
- كريستو روميرو على موقع قاعدة بيانات كرة القدم.إي يو (الإنجليزية)
- كريستو روميرو على موقع Soccerway.com (الإنجليزية)